# Université de Versailles – Saint-Quentin-en-Yvelines
L’université de Versailles – Saint-Quentin-en-Yvelines (UVSQ), membre associé de l'université Paris-Saclay, est une université française créée en 1991, située dans le département des Yvelines ainsi que dans celui des Hauts-de-Seine ; ceci depuis 2022. De plus, elle est l'une des deux universités membres associés de l'université Paris-Saclay.
Elle est implantée principalement dans la ville de Versailles, dans la communauté d’agglomération de Saint-Quentin-en-Yvelines, dans les villes de Mantes-la-Jolie, de Vélizy-Villacoublay, de Rambouillet, et dispose d’un total de onze composantes. Située dans la partie nord du pôle technologique de Paris-Saclay, c’est l’une des cinq universités de l’académie de Versailles.
Elle constitue l'une des quatre universités nouvelles inaugurées en région parisienne à la suite du plan université 2000. Elle accueille environ 20 000 étudiants, emploie 700 personnels administratifs et techniques, et rassemble 1 000 enseignants-chercheurs, chercheurs et enseignants. De surcroît, 285 enseignants vacataires (hors personnel hospitalier) viennent compléter chaque année l'enseignement dispensé.
Les disciplines enseignées sont les sciences exactes, les sciences humaines et sociales, les sciences juridiques et politiques, l'ingénierie, la technologie et la médecine. Elle est également active dans l’enseignement des interactions entre économie, éthique, environnement et développement durable.
Comme l’autre université membre associé, elle devrait évoluer vers un statut d’« université intégrée » de l'université Paris-Saclay d’ici 2025 et se renommer « Université Paris-Saclay Versailles »,.

## Histoire

### De l’annexe versaillaise au plan université 2000
Certaines universités parisiennes avaient anticipé le décret du ministère de l’Éducation nationale et avaient délocalisé une partie de leurs activités en banlieue. En effet, connaissant une hausse importante de leurs effectifs, elles commencent à ouvrir de nouvelles implantations pour alléger leurs sites principaux. C'est ainsi qu'une antenne de l'université Pierre-et-Marie-Curie est créée à Versailles dès 1987. Spécialisée dans les sciences, elle rejoignait dans les Yvelines l’antenne implantée par l'université Paris 10 Nanterre deux ans plus tôt à Saint-Quentin-en-Yvelines où s'étaient développées les filières administration économique et sociale (AES), droit, économie, histoire et sociologie.
Dans le même temps, le ministère de l'Enseignement supérieur programme dans le cadre du plan de modernisation de l’enseignement supérieur français « université 2000 » la création d’universités nouvelles.
L’université de Versailles – Saint-Quentin-en-Yvelines (UVSQ) est officiellement créée le 22 juillet 1991 à partir de ces deux centres délocalisés de l'université de Paris VI et Paris X.

### La mise en forme
Elle est dotée en 1996 de structures et d'instances. Fin 1996 l’établissement sort de son statut dérogatoire pour rejoindre le régime de la loi de 1984, au même titre que les autres universités françaises. L'UVSQ élit ses instances et son premier président, Michel Garnier, début 1997. Il met en place les conseils définitifs (conseil d’administration, scientifique, et de la vie étudiante) qui ont ensuite procédé à son élection. C'est ensuite au tour de Dominique Gentile d'être à la tête de l'établissement, de 1997 à 2002.
Cette période est marquée par une forte évolution de l’enseignement supérieur français et l’université en profite pour se consolider : création des écoles doctorales, structuration du plateau de Saclay, préfiguration du PRES UniverSud Paris et de l’avènement des filières technologiques. La création de l'institut universitaire de technologie (IUT) de Mantes-la-Jolie en 2001 – anciennement annexe de l'IUT de Vélizy – précède d'un an l'ouverture de l'Institut universitaire professionnalisé (IUP) arts, sciences, culture et multimédia, rattaché à l'unité de formation et de recherche (UFR) de sciences.
C’est enfin à ce moment que la faculté de médecine de l’université Paris Descartes est transférée à Saint-Quentin-en-Yvelines, renommée « Paris-Île-de-France-Ouest » (PIFO).

### Développements récents
En 2002, l'université connait un changement de présidence. Sylvie Faucheux arrive à sa tête. L’établissement applique la réforme Licence-Master-Doctorat (LMD) à ses enseignements en 2004. Le Centre de formation d'apprentis (CFA) d'Alembert à Guyancourt est créé en 2006. L'année 2007 est marquée par le déménagement de l'UFR médicale Paris Île-de-France Ouest (PIFO) à Saint-Quentin-en-Yvelines et la création, avec l’université Paris XI et l’École normale supérieure de Cachan du PRES UniverSud Paris. En 2001, la faculté de Médecine Paris Île-de-France Ouest quitte l'université Paris-Decartes et intègre l'université de Versailles – Saint-Quentin-en-Yvelines dans le cadre de la politique de déconcentration universitaire au sein de l'Île-de-France. Elle portait le nom de « UFR médicale Paris-Ouest ». Le 20 novembre 2009, la ministre de l'Enseignement supérieur Valérie Pécresse se rend à l'université de Versailles – Saint-Quentin-en-Yvelines pour la signature d'une convention de financement pour la construction d'un nouveau bâtiment pour l'UFR de Médecine Paris Ouest. En 2019, les équipes du professeur Jean-Marc Ayoubi et de l'hôpital Foch réalisent la première greffe d'utérus en France,. Cette greffe a permis la naissance d’un enfant le 12 février 2021.
L'année 2010 laisse place à la réorganisation de l'UFR sciences humaines et sociales de l'UVSQ. Il disparait pour laisser la place à quatre nouvelles UFR et instituts : l'Institut des études culturelles, l'Institut supérieur de management, l'Institut de langues et études internationales et l'Unité de formation et de recherche de sciences sociales.
L’université entre dans une phase d’expansion et le développement du plateau de Saclay est au centre de toutes les attentions. Suivant cette ligne directrice, l'UVSQ devient membre fondateur d’UniverSud Paris mais également de la fondation de coopération scientifique préfigurant le futur campus de Paris-Saclay. Des liens sont aussi étudiés en 2011 avec l’université de Cergy-Pontoise. C’est ainsi que le PRES Université du grand ouest parisien est créé en février 2012. Un institut d'études politiques (IEP) commun aux deux universités ouvrira en septembre 2014.
En mai 2013, l'université est sorti des deux PRES UPGO et UniverSud Paris pour décider, un an plus tard, de rejoindre l'université Paris-Saclay.

## Composantes
Conformément au code de l'éducation qui fixe l’organisation légale des universités publiques en France, l’université de Versailles – Saint-Quentin-en-Yvelines  se découpe en plusieurs composantes. Il existe d’une part les unités de formation et de recherche (UFR) – ou traditionnellement le terme « faculté » comme pour la Faculté de Droit et Science politique – et d’autre part les « instituts et écoles ».

### Unités de formation et de recherche
L'UVSQ abrite six unités de formation et de recherche (UFR) :
- L'UFR des sciences, située à Versailles. Elle accueille les formations en biologie, sciences de la Terre et de l'Univers, physique, chimie, mathématiques, informatique ainsi que l'Institut universitaire professionnalisé en art, sciences, culture et multimédia[21] ;

- L'UFR des sciences sociales, située à Saint-Quentin-en-Yvelines. Elle accueille les formations d’économie, d’administration économique et sociale (AES), des sciences géographiques et sociales[22] ;
- La faculté de droit et science politique, située sur la communauté d'agglomération de Saint-Quentin-en-Yvelines, et plus particulièrement sur la ville de Guyancourt. Elle accueille les formations en droit (les branches du droit public, du droit privé et de l'histoire du droit) et en science politique à travers 24 masters, trois pôles de recherche et un Institut d'études judiciaires[23] ;
- L'UFR Simone Veil - Santé, située à Montigny-le-Bretonneux. Elle regroupe les formations en médecine dont DES de spécialités (dont médecine générale) et les formations des filières paramédicales, et sages-femmes[24]. La localisation géographique des hôpitaux et lieux d'enseignement qui lui sont rattachés se situe quasi exclusivement dans la banlieue ouest de Paris :
  - l'hôpital Raymond-Poincaré à Garches (AP-HP) ;
  - l'hôpital Ambroise-Paré à Boulogne-Billancourt (AP-HP) ;
  - l'hôpital Foch à Suresnes ;
  - l'hôpital André-Mignot à Le Chesnay-Rocquencourt (Centre hospitalier de Versailles) ;
  - le centre hospitalier intercommunal[25] de Poissy-Saint-Germain-en-Laye ;
  - l'hôpital Sainte-Périne à Paris (AP-HP) ;
  - l'hôpital René-Huguenin[26] à Saint-Cloud ;

- L'Institut d'études culturelles et internationales, situé à Saint-Quentin-en-Yvelines. Il a pour mission fondamentale le développement de la recherche et de la formation, la diffusion et la valorisation des connaissances et des savoir-faire dans le domaine des langues, des cultures et des études internationales[27] et accueille également les formations en histoire, lettres, anglais, espagnol[28] ;
- L'Institut supérieur de management, situé à Saint-Quentin-en-Yvelines. Il accueille les formations en sciences de gestion, sciences de l’information, communication et sciences de l’éducation[29].

### Instituts et écoles
L'UVSQ dispose d'une école d'ingénieurs, de l'Institut des sciences et techniques des Yvelines, créée en 1992 et qui délivre des diplômes d'ingénieur spécialisés en informatique ou mécatronique habilités par la commission des titres d'ingénieur.
Elle comprend également deux instituts universitaires de technologie : l'IUT de Vélizy avec une antenne à Rambouillet et l'IUT de Mantes-en-Yvelines et un centre de formation d'apprentis, le CFA d'Alembert créé en 2006 par l'UVSQ et la Chambre de commerce et d'industrie de Versailles-Val-d'Oise-Yvelines. Il est situé à Guyancourt, commune de la communauté d'agglomération de Saint-Quentin-en-Yvelines.
L'Institut d'études judiciaires (IEJ) prépare à l'examen d'accès à la Haute École des avocats conseils (HEDAC,) ainsi qu'au concours d'entrée à l'École nationale de la magistrature (ENM).
L'École nationale supérieure d'architecture de Versailles (ENSAV) est une grande école associée.

### Observatoire
L'UVSQ abrite l'observatoire des sciences de l’univers, dit l'« Observatoire de Versailles – Saint-Quentin-en-Yvelines ». Situé à Saint-Quentin-en-Yvelines, il accueille les formations en sciences de l'environnement, sciences des systèmes, et sciences de l'homme. L'université se démarque par sa forte implication dans le développement durable,,.

### Écoles doctorales
L’université dispose d’écoles doctorales qui ont la charge du suivi des étudiants en troisième cycle universitaire, mais aussi de la gestion des habilitations à diriger des recherches. Celles-ci sont au nombre de cinq et 102 doctorats ont été délivrés en 2009.
- L'école doctorale « cultures, régulations, institutions et territoires » qui étudie différentes thématiques propres à l’ensemble des sciences sociales et humaines ainsi qu’aux sciences juridiques et politiques[38] ;
- L'école doctorale « des génomes aux organismes » (coaccréditation avec l'université d'Évry-Val d'Essonne) qui s'intéresse à la biologie, et la génomique en particulier, et incluent les interfaces avec les mathématiques, l'informatique, la physique et la chimie[38] ;
- L'école doctorale « sciences de l'environnement d'Ile de France » (coaccréditation avec Sorbonne Université et l'École normale supérieure Paris-Saclay) couvre les champs pluridisciplinaires liés à la compréhension de l’équilibre physique, chimique et biologique de l’environnement terrestre[39] ;
- L'école doctorale « sciences et technologies de Versailles » qui étudie les thématiques suivantes : chimie, physique, informatique, mathématiques, sciences pour l'ingénieur[40] ;
- L'école doctorale « santé publique » (convention avec l'université Paris-Saclay et l'université de Paris) qui regroupe trois laboratoires : centre de recherche en épidémiologie et santé des populations, laboratoire universitaire santé-environnement-vieillissement, pharmaco-épidémiologie et maladies infectieuses[41].

### Bibliothèques et réseau documentaire
En 2005, l'université inaugurait la bibliothèque de Saint-Quentin-en-Yvelines disposant d'une surface de 7 500 m2
sur trois niveaux et 1 100 places de lecture. La bibliothèque du campus des sciences de l'UVSQ située à Versailles a vu ses portes ouvrir le 14 janvier 2013, après environ deux ans et demi de travaux. Au total, l'université dispose de six bibliothèques universitaires réparties, outre les campus déjà mentionnés, sur ceux de Vélizy-Villacoublay, Boulogne-Billancourt, Rambouillet et Mantes-la-Jolie, rassemblant environ 200 000 ouvrages, 5 000 livres numériques et 26 000 titres de presse.

## Implantations
| \| Versailles Guyancourt Saint-Quentin-en-Yvelines Mantes-la-Jolie Vélizy Mantes-la-Ville Rambouillet Le Chesnay-Rocquencourt \| Localisation des implantations de l'université de Versailles-Saint-Quentin-en-Yvelines. |
| Versailles Guyancourt Saint-Quentin-en-Yvelines Mantes-la-Jolie Vélizy Mantes-la-Ville Rambouillet Le Chesnay-Rocquencourt                                                                                               |

L'université est implantée principalement sur quatre campus situés dans la ville de Versailles, dans la communauté d'agglomération de Saint-Quentin-en-Yvelines, dans les villes de Mantes-la-Jolie et de Vélizy-Villacoublay / Rambouillet, mais dispose aussi d'autres installations sur un total de huit sites, répartis dans deux départements et sept communes. Au total l'établissement dispose en 2011 d'un patrimoine de 160 000 m2 de surfaces bâties.

### Campus de Versailles
Le site de Versailles accueille les services centraux, l'UFR des sciences et le département informatique de l'Institut des sciences et techniques des Yvelines (ISTY).

### Campus de Saint-Quentin-en-Yvelines
Le site de Saint-Quentin-en-Yvelines, quant à lui, regroupe la faculté de droit et science politique, l'UFR de sciences sociales, l'UFR des sciences de la santé Simone-Veil, l'observatoire des sciences de l'univers (OVSQ), l'institut supérieur de management (ISM), l'institut d'études culturelles et internationales (IECI), et l'institut Pierre-Simon-Laplace.

### Autres implantations
Au Chesnay-Rocquencourt est située une annexe de l'UFR des sciences. Vélizy-Villacoublay héberge le siège de l'IUT de Vélizy et Rambouillet en accueille une antenne. Le site de Mantes-la-Jolie est le siège de l'IUT de Mantes-en-Yvelines. Pour finir, Mantes-la-Ville abrite le département mécatronique de l'Institut des sciences et techniques des Yvelines (ISTY).

## Enseignement et recherche

### Formations
À la rentrée 2012, l’université de Versailles – Saint-Quentin-en-Yvelines propose 50 mentions de licences générales et professionnelles, 53 diplômes universitaires, 10 formations en ligne, 95 mentions de Master, 13 diplômes universitaires de technologie, 2 diplômes d’ingénieurs, un diplôme en médecine, un diplôme de sage-femme et 2 diplômes d’accès aux études universitaires.
La licence générale est délivrée en 2012 dans quatre domaines qui se déclinent en mentions, puis en spécialités : Arts-lettres-langues (6 mentions), Droit–économie-gestion (8 mentions), Sciences humaines et sociales (8 mentions) et Science-technologie-santé (11 mentions). La faculté de droit propose également un Collège de droit sous forme de DU. La licence professionnelle est enseignée en 2012 dans trois domaines qui se déclinent en mentions, puis en spécialités : Droit–économie-gestion (11 mentions), Sciences humaines et sociales (1 mentions) et Science-technologie-santé (13 mentions). Le master est délivré en 2012 dans cinq domaines qui se déclinent en mentions, puis en spécialités et éventuellement en parcours : Arts-lettres-langues (1 mention), Sciences humaines et sociales (5 mentions), Droit-économie-gestion (5 mentions), Sciences de l'environnement-du territoire et de l'économie (4 mentions) et Science-technologie-santé (8 mentions).

### Relations internationales
L'université a développé depuis sa création des conventions d'échanges comme Erasmus, la conférence des recteurs et des principaux des universités du Québec (CREPUQ), ou d'autres types d'échanges bilatéraux avec des universités étrangères. Leur nombre est d'environ 230 en 2011. L'université a accueilli via ces conventions 330 étudiants étrangers en 2010. Le volume d'étudiants Erasmus représente sur la période 2003-2008 entre 0,41 et 0,67 % des étudiants de l’université, ce qui place l'établissement entre la 61e et la 75e place des universités françaises pour ce type d’accord.
L'université accueille par ailleurs des étudiants étrangers permanents qui visent l’obtention de diplômes français. En 2010, ceux-ci sont au nombre de 2 400, soit 13,3 % de l’effectif total. Ils sont plus nombreux en proportion dans les formations de troisième cycle, dans lesquelles ils représentent près de la moitié des effectifs (45 %).
L'université est membre de l’Université de l'Arctique. UArctic est un réseau international d’universités, d’instituts de recherche et d’organisations ayant pour but de promouvoir, coordonner et soutenir la recherche ainsi que l’éducation en régions arctiques.
L'université participe également au programme north2north. Il s’agit d’un programme d’échange académique permettant aux étudiants de partir dans différentes institutions du grand nord.

### Recherche
Les activités de recherche de l’université sont effectuées dans 34 unités de recherche. De plus, 23 de ces laboratoires sont des équipes d'accueil, et onze autres des unités mixtes de recherche liées au CNRS. Elles sont regroupées dans six pôles et comptent au total près de 950 chercheurs titulaires et 687 doctorants :
- Le « Pôle chimie, physique et matériaux, énergies renouvelables » , centre pour l'étude des matériaux et des solides accueillera d’ici 2013 l’institut de la fiabilité des matériaux pour la mécatronique et les systèmes complexes[59] ;
- Le « Pôle environnement, climat et développement durable » traite de nombreuses thématiques : sciences exactes, humanités, économie, médecine, et cetera (etc.)[60] ;
- Le « Pôle mathématiques, informatique et sciences pour l’ingénieur » qui étudie deux thématiques fortes : mathématiques-informatique et ingénierie des systèmes[61] ;
- Le « Pôle biologie et santé » regroupe environ 300 chercheurs et 1200 étudiants de 1re année de médecine. Les domaines de recherche sont : biologie, médecine, épidémiologie et santé des populations. Ce pôle est rattaché à plusieurs hôpitaux comme Ambroise-Paré, Raymond-Poincaré, Sainte-Périne, Foch, etc.[61] ;
- Le « Pôle cultures, humanités et sciences des sociétés » avec trois axes forts de formation et de recherche : les langues et les civilisations, la culture et ses métiers, les sciences sociales[62] ;
- Le « Pôle institutions et organisations » qui s'intéresse aux sciences de gestion, du droit et de la science politique[62].

L'institut Pierre-Simon-Laplace (IPSL), un institut de recherche en sciences de l'environnement global, situé sur d'anciennes ferme de Troux de la ville Guyancourt, composé de 6 laboratoires dont seuls 3 sont sous tutelle partielle de l'UVSQ : centre d'étude des environnements terrestres et planétaires, service d'aéronomie, laboratoire des sciences du climat et de l'environnement.
Le service d'aéronomie et partiellement le centre d'étude des environnements terrestres et planétaires ont fusionné le 1er janvier 2009 pour donner naissance au laboratoire atmosphères, milieux et observations spatiales (LATMOS) placé sous tutelle de l'UVSQ.

### Scientométrie
L'université de Versailles – Saint-Quentin-en-Yvelines est classée 2e mondiale dans le domaine des sciences de l'atmosphère  par le classement académique des universités mondiales de Shanghai et figure dans les 500 premières places du classement au niveau mondial (489e place). Elle est classée par le Times Higher Education (THE) au 8e rang des universités françaises.

## Vie étudiante

### Associations étudiantes
En 1999, l'université se dote d'un « Service commun de la Vie étudiante (SCVE) » placé sous la responsabilité d'un directeur étudiant. Celui-ci disparaîtra à la suite de plusieurs restructuration des services en 2008 puis 2014. Les activités associatives sont portées au niveau institutionnel par une « direction de la coordination de la vie universitaire » regroupant l'ensemble des services dédiés à la vie universitaire.
En février 2020, 47 associations sont agréées par l'UVSQ. Elles couvrent les domaines des sciences, sciences sociales et humaines, droit, médecine, humanitaire-social-environnement, communication, loisirs, réflexion et politique.

### Espaces et lieux de vie
Une maison de l’étudiant a ouvert ses portes en septembre 2016. Elle est conçue par l'architecte Fabienne Bulle et dispose d'une surface de 1 730 m2. Ce bâtiment, situé à Guyancourt à proximité de l'UFR des sciences sociales, accueille une cafétéria, une salle de spectacle, une salle multi-activités, une salle d'arts plastiques, un studio de musique, plusieurs salles de réunion et une quinzaine de locaux associatifs. C'est également dans ce bâtiment que sont hébergés les différents services universitaires destinés aux étudiantes et étudiants (le service de la vie étudiante, le service de santé universitaire, le service handicap, le service culturel, le service des sports...) ainsi que l'assistante sociale du CROUS.
D'autres espaces de vie étudiante ont été aménagés sur les différents campus comme la mezzanine Vauban en 2021 et l'espace Buffon en 2024.

### Sociologie
Sur les 14 226 étudiants recensés par l'université en 2004, 77,1 % étaient titulaires d'un baccalauréat général, 12,3 % d'un baccalauréat technologique et 0,7 % d'un baccalauréat professionnel. Par ailleurs, 12,5 % des étudiants sont boursiers. Concernant les origines sociales, 49,2 % des étudiants ont une origine sociale favorisée et 20,2 % une origine sociale défavorisée. 30,6 % ont une origine sociale moyenne ou plutôt favorisée.

### Évolution démographique
| 1993  | 1995  | 1998   | 1999   | 2000   | 2001    | 2002    | 2003    |
| ----- | ----- | ------ | ------ | ------ | ------- | ------- | ------- |
| 7 209 | 9 322 | 10 029 | 10 200 | 10 579 | 10 719, | 12 769, | 13 295, |

| 2004   | 2005   | 2006   | 2007   | 2008   | 2009   | 2010   | 2011   |
| ------ | ------ | ------ | ------ | ------ | ------ | ------ | ------ |
| 14 226 | 14 765 | 14 450 | 13 992 | 13 654 | 14 623 | 15 142 | 15 420 |

| 2012   | - | - | - | - | - | - | - |
| ------ | - | - | - | - | - | - | - |
| 19 000 | - | - | - | - | - | - | - |

## Administration

### Gouvernance
Comme tout établissement public à caractère scientifique, culturel et professionnel, l’université est dirigée par un président élu à la majorité absolue des membres élus du conseil d’administration. Il est membre de droit des trois conseils de l’établissement. Les représentants du personnel (enseignants-chercheurs et BIATSS) et les représentants extérieurs, siégeant aux conseils de l’université, bénéficient d’un mandat de quatre ans, les membres étudiants élus de deux ans.
- Le conseil d’administration (CA), composé de 36 membres[83], décide de la politique de l’établissement. Il est notamment responsable du vote du budget, de la répartition des emplois ainsi que de l’approbation des accords et conventions[84].
- Le Conseil académique regroupe les membres de la commission de la recherche et de la Commission de la formation et de la Vie universitaire (CFVU). Le Conseil académique en formation plénière est consulté ou peut émettre des vœux sur les orientations des politiques de formation, de recherche, ou sur tout autre sujet touchant la vie universitaire. Les décisions du conseil académique comportant une incidence financière sont soumises à approbation du conseil d'administration. Au sein du Conseil académique, une section disciplinaire est constituée, ainsi que la section compétente pour les questions relatives au recrutement, à l'affectation et à la carrière des enseignants-chercheurs. Le Conseil académique est composé de deux commissions :
  - La Commission de la formation et de la Vie universitaire (CFVU), composée de 40 membres élus, est un organe propositionnel au CA, chargée des questions relatives à la formation initiale et continue. Elle oriente le CA en instruisant les demandes d’habilitation et les projets de nouvelles filières[84] ;
  - La Commission de recherche (CR), composée de 40 membres élus, est un organe propositionnel au CA, chargée des questions relatives à la recherche et à son orientation au sein de l’établissement. Assurant la liaison entre l’enseignement et la recherche, Elle est consultée sur les modifications apportées aux enseignements de troisième cycle, sur l’intitulé à emplois de recherche et sur les demandes d’habilitation[84].

### Historique des présidents
Le président actuel de l’université est le professeur Loïc Josseran, élu depuis le 2 décembre 2024. C’est la septième personne à exercer cette fonction depuis la création de l’établissement.
| Identité                             | Période         | Période          | Durée  |
| Identité                             | Début           | Fin              | Durée  |
| ------------------------------------ | --------------- | ---------------- | ------ |
| Michel Garnier (d), (1935 - 2017)    | 1991            | 1997             | 6 ans  |
| Dominique Gentile (d) (né en 1952)   | 1998            | 2002             | 4 ans  |
| Sylvie Faucheux (née en 1960)        | 2002            | 2012             | 10 ans |
| Jean-Luc Vayssière (en) (né en 1956) | 2012            | 2016             | 4 ans  |
| Didier Guillemot (en), (né en 1960)  | 2016            | 2017 (démission) | 1 an   |
| Alain Bui (né en 1969)               | 2017            | 2024             | 7 ans  |
| Loic Josseran (d)                    | 2 décembre 2024 |                  |        |

### Budget
L'université a dépensé pour son fonctionnement 166 millions d'euros en 2011 ce qui représente une hausse de 16 % par rapport à 2010.
L’université disposait en effet d'un budget de 143 millions d’euros en 2010, lui-même de 13,1 % supérieur à celui de 2009. Le budget alloué au fonctionnement a progressé de 29,2 % sur la période 2007-2010. Le montant des investissements sur la même période a été au total d'environ 3,3 millions d’euros.
L'université est en cessation de paiement en 2013 obligeant l'État à procéder à une rallonge budgétaire de 5 millions d'euros en 2013. Le budget 2014 est déficitaire, l'aide de l'État étant ramené à 800 000 au lieu des 5 millions d'euros annoncés, et l'université envisageait de fermer des cursus.

### Structure de l'emploi hors enseignants des disciplines hospitalo-universitaires
En 2009-2010, selon le rapport officiel publié en juin 2010 par la direction des ressources humaines du ministère de l'Enseignement supérieur et de la Recherche, l'université de Versailles – Saint-Quentin-en-Yvelines emploie 229 enseignants non-permanents, correspondant à 119 postes équivalents temps-plein, soit 20,4 %, ce qui la situe nettement au-dessus de la moyenne nationale de 15,5 %. Le total des enseignants permanents est de 464, comprenant 121 professeurs des universités, 250 maîtres de conférences ou assistants, et 93 Université en France#Personnel.

### Fondation université de Versailles
Une fondation partenariale de droit privé est préparée dès l'automne 2008 et mise en place le 13 mai 2010. Elle compte neuf membres fondateurs qui ont apporté un total de 2 millions d’euros à la création de la fondation : l’université, le centre technique des industries mécaniques, l’École supérieure d'ingénieurs en génie électrique, l’École supérieure des techniques aéronautiques et de construction automobile, l’IFP Énergies nouvelles, l’Institut national de recherche sur les transports et leur sécurité, ainsi que les sociétés PSA Peugeot Citroën, Renault, Valeo et le groupe Safran .
Baptisée Mov’eoTec, elle concerne les transports et la mobilité durable et s'intéresse aux problématiques suivantes : réduire la consommation d'énergie et les émissions de dioxyde de carbone (Co2), faire baisser le nombre de morts et de blessés sur les routes, redonner de la mobilité aux personnes en situation de handicap, etc. Des projets sont financés par cette fondation selon quatre axes fixés dans les statuts de celle-ci : le développement des infrastructures de recherche, la formation des chercheurs, le développement des coopérations et le cofinancement de programmes de recherche ou de formation.

## Personnalités liées à l'université

### Enseignants
Plusieurs sociologues enseignent ou ont enseigné à l'université comme Roland Guillon, connu pour ses travaux sur le problème de l’emploi et du capital, Laurent Mucchielli, spécialiste en criminologie notamment sur les questions de délinquance et de violence des populations immigrées, Philippe Robert, spécialisé dans l’étude des délinquances et des déviances, ou encore Étienne Anheim, Didier Demazière et Claude Dubar.
L'UVSQ compte également parmi ses enseignants actuels ou passés des historiens comme Bernard Cottret, membre honoraire de l'Institut universitaire de France, Christian Delporte, spécialiste d’histoire politique et culturelle de la France du XXe siècle, Bruno Laurioux, historien médiéviste français, Jean-Claude Yon , Jean-Yves Mollier et Loïc Vadelorge, tous les trois experts de l'histoire contemporaine. Le département d'histoire en 1991 et le Centre d'Histoire culturelle des sociétés contemporaines en 1992 ont été créés par Pascal Ory, qui les a dirigé[réf. nécessaire] jusqu'à son élection à l'université Paris 1 (Panthéon-Sorbonne) en 1998.
Dans le domaine scientifique, des personnalités comme le créateur du système de fichier ext2 Rémy Card, le maître de conférences en pratique et théorie de la photographie Fabien Danesi, le directeur-adjoint de l'École normale supérieure Jean-Charles Darmon ou le chimiste et membre de l'Académie des sciences Gérard Férey enseignent ou ont enseigné à l'université.
Valérie-Laure Bénabou, professeur de droit privé, fait également partie du corps professoral.
Thibault de Montbrial, avocat français, enseigne le droit pénal en Master 2.
Laurent Bouvet y est professeur de science politique.
Le doyen de la faculté des Sciences de la Santé Simone Veil est Marie Essig, professeur en santé publique. Parmi les PU-PH de cet UFR : Jérôme Salomon (directeur général de la santé, professeur de maladies infectieuses) Jean-Marc Ayoubi (professeur en gynécologie) et Pascal Crenn (professeur de nutrition).

### Docteurshonoris causa
Lors de la cérémonie de remise des titres de docteur honoris causa le 18 octobre 2011 à l'Orangerie du château de Versailles – ou Établissement public du château, du musée et du domaine national de Versailles (EPV) , Sylvie Faucheux, alors présidente de l'université, décerne, en présence de Alain Boissinot, la distinction à six personnalités : Andrew Abbott (professeur de sociologie à l'université de Chicago), George Bermann (professeur en droit international à l'université Columbia), Amos Gitaï (cinéaste et réalisateur israélien), Robin Hartshorne (professeur de mathématiques émérite à l'université de Californie à Berkeley), Günther Lottes (professeur d'histoire à l'université de Potsdam) et Seiji Miyashita (professeur de physique à l'université de Tokyo).

## Image et communication

### Classements
| Nom/Sources                                         | Classements nationaux et internationaux |
| --------------------------------------------------- | --------------------------------------- |
| CWUR                                                | 310                                     |
| THE                                                 | 301-350                                 |
| THE (sciences physiques et sciences sociales)       | 176-200 (top 5 France)                  |
| THE (universités < 50 ans)                          | 42 (top 5 France)                       |
| THE Classement national général                     | 8                                       |
| Shanghai Ranking                                    | 401-500                                 |
| Classement mondial des universités QS (en médecine) | 451-500                                 |

### Journal et Web
Un journal baptisé « T'DACtu » est publié par l'université tous les deux mois. Il est destiné aux partenaires institutionnels de l'établissement, ainsi qu'aux étudiants et aux personnels. Par ailleurs, l'université est initiatrice du projet européen Europolytec qui vise à concevoir un site Internet consacré aux métiers de l'informatique et de la mécatronique.

### Logos
Le premier logo reprenait les couleurs vert et bleu de la communauté d'agglomération de Saint-Quentin-en-Yvelines tandis que les « rayons » faisaient référence à Louis XIV dit « le Roi-Soleil » et donc à Versailles.
En 2011, pour fêter ses 20 ans, l'université s'offre une modernisation de son logo. Ce dernier reprend les éléments graphiques du précédents en les restylisant. Cette modification sera sujette à controverse tant l'université est accablée au niveau de ses finances.
En 2015, à la suite de la création de l'université Paris-Saclay, l'UVSQ adopte dans son logo la charte graphique de l'université Paris-Saclay.

Logo de juillet 1991 à septembre 2011.
Logo de septembre 2011 à décembre 2014
Logo de l'université depuis 2020.